# Platygloea
Platygloea is een geslacht van scihmmels behorend tot de familie Platygloeaceae. De typesoort is Platygloea nigricans.

## Soorten
Volgens Index Fungorum telt het geslacht 17 soorten (peildatum februari 2023):
| Soortnaam                                  | Auteur(s)                 | Publicatiejaar |
| ------------------------------------------ | ------------------------- | -------------- |
| Platygloea australis                       | McNabb                    | 1969           |
| Platygloea basidiodendri                   | M. Dueñas                 | 2001           |
| Platygloea disciformis (Schijftrilkorstje) | (Fr.) Neuhoff             | 1936           |
| Platygloea fungicola                       | L.S. Olive                | 1958           |
| Platygloea fuscoatra                       | H.S. Jacks. & G.W. Martin | 1940           |
| Platygloea hymenolepidis                   | Racib.                    | 1909           |
| Platygloea jacksonii                       | Bandoni & J.C. Krug       | 2000           |
| Platygloea javanica                        | Pat.                      | 1900           |
| Platygloea laplata                         | Lindsey                   | 1986           |
| Platygloea miedzyrzecensis                 | Bres.                     | 1903           |
| Platygloea minima                          | Rick                      | 1933           |
| Platygloea moriformis                      | Rick                      | 1958           |
| Platygloea mycophila                       | Burds. & Gilb.            | 1974           |
| Platygloea navispora                       | T. Aoki & Tubaki          | 1987           |
| Platygloea nigricans                       | (Fr.) J. Schröt.          | 1887           |
| Platygloea pini                            | Höhn.                     | 1910           |
| Platygloea pustulata                       | G.W. Martin & Cain        | 1940           |